# 辽宁省总工会
辽宁省总工会是辽宁省地方工会和产业工会的领导机关，受中国共产党辽宁省委员会和中华全国总工会领导。